# Comuna de Rawicz
Rawicz (polaco: Gmina Rawicz) é uma gminy (comuna) na Polónia, na voivodia de Grande Polónia e no condado de Rawicki. A sede do condado é a cidade de Rawicz.
De acordo com os censos de 2004, a comuna tem 29 297 habitantes, com uma densidade 219,2 hab/km².

## Área
Estende-se por uma área de 133,64 km², incluindo:
- área agricola: 74%
- área florestal: 17%

## Demografia
Dados de 30 de Junho 2004:
|                      | Total   | Total | Mulheres | Mulheres | Homens  | Homens |
| -------------------- | ------- | ----- | -------- | -------- | ------- | ------ |
|                      | pessoas | %     | pessoas  | %        | pessoas | %      |
| População            | 29 297  | 100   | 15 262   | 52,1     | 14 035  | 47,9   |
| Densidade (pop./km²) | 219,2   | 100   | 114,2    | 114,2    | 105     | 105    |

De acordo com dados de 2002, o rendimento médio per capita ascendia a 1305,02 zł.

## Comunas vizinhas
- Bojanowo, Miejska Górka, Milicz, Pakosław, Wąsosz, Żmigród